# Pelochyta adumbrata
Pelochyta adumbrata là một loài bướm đêm thuộc phân họ Arctiinae, họ Erebidae.